# Fernando Luiz Roza
Fernando Luiz Rosa, med artistnamnet Fernandinho, född 4 maj 1985 i Londrina i Brasilien, är en brasiliansk fotbollsspelare (mittfältare) som spelar för Atlético Paranaense. Han har också spelat för Brasiliens landslag.